# Flannery-Affengesichtflughund

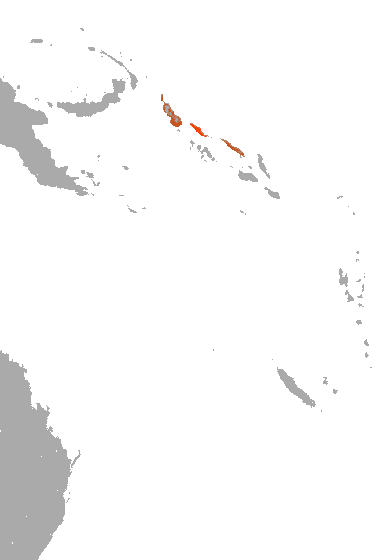
Verbreitungsgebiet des Flannery-Affengesichtflughundes

Der Flannery-Affengesichtflughund (Pteralopex flanneryi) ist ein auf den Salomonen verbreitetes Fledertier in der Gattung der Affengesichtflughunde. Nach der Entdeckung wurde eine Einfügung als Synonym in den Bougainville-Affengesichtflughund (Pteralopex anceps) oder den Guadalcanal-Affengesichtflughund (Pteralopex atrata) vorgeschlagen, was keine Anerkennung fand. Die Art ist nach dem Zoologen Tim Flannery benannt.

## Merkmale
Als größte Art ihrer Gattung erreicht das Tier eine Kopf-Rumpf-Länge von 247 bis 285 mm, ein Schwanz fehlt und für ein Exemplar wurde ein Gewicht von 790 g ermittelt. Der Flughund hat 159 bis 169 mm lange Unterarme und Ohren von 20 bis 26 mm Länge. Typisch ist eine gedrungene Schnauze, die bis auf Haarbüschel an den breiten Nasenlöchern nackt ist. Die Oberseite ist mit schwärzlichem Fell bedeckt, so dass der etwas dickere Mantel um die Axeln undeutlich ist. Auf der Unterseite ist ebenfalls schwarzes spärliches Fell vorhanden. Der Flannery-Affengesichtflughund hat eine schmale Schwanzflughaut und kurze Fersensporne (Calcar). Am zweiten Finger ist eine längere Putzkralle vorhanden und die anderen Finger und Zehen haben kurze dunkle Krallen. Die Differenzen zum den Bougainville-Affengesichtflughund liegen vor allem in abweichenden Details des Schädels.
Im Oberkiefer sind große Schneidezähne und gedrungene Eckzähne vorhanden. Die Art hat einen kleinen äußeren Schneidezahn im Unterkiefer und der innere Schneidezahn hat drei Höcker auf der Krone. Auch die unteren Eckzähne sind kurz.

## Verbreitung
Dieser Flughund lebt innerhalb der Salomonen auf den Inseln Bougainville, Buka, Choiseul und Santa Isabel, wobei die Population auf Choiseul schon ausgestorben sein kann. Die Tiere halten sich im Flachland bis 200 Meter Höhe auf. Sie leben in vorwiegend ursprünglichen tropischen Wäldern.

## Lebensweise
Die nachtaktiven Exemplare ruhen am Tag an Ästen im Blattwerk oder bei Feigen in Baumhöhlen. Die Nahrung besteht aus unterschiedlichen Früchten und das starke Gebiss lässt vermuten, dass Früchte mit harter Schale gefressen werden. Vermutlich sind die Tiere meist Einzelgänger. Zur Fortpflanzung gibt es keine Angaben.

## Gefährdung
Mehrere Exemplare werden als Bushmeat gejagt. Zusätzlich stellen Landschaftsveränderungen eine Bedrohung dar. Schätzungsweise nahm die Gesamtpopulation in den 20 Jahren vor 2016 um etwas mehr als 80 Prozent ab. Die IUCN listet die Art deshalb als vom Aussterben gefährdet (critically endangered).